# Saint-Vigor-le-Grand
Saint-Vigor-le-Grand är en kommun i departementet Calvados i regionen Normandie i norra Frankrike. Kommunen ligger i kantonen Bayeux som ligger i arrondissementet Bayeux. År 2022 hade Saint-Vigor-le-Grand 2 533 invånare.

## Befolkningsutveckling
Antalet invånare i kommunen Saint-Vigor-le-Grand
Referens:INSEE